# A Little Madonna
A Little Madonna è un cortometraggio muto del 1914 diretto da Ulysses Davis. Prodotto dalla Vitagraph, aveva tra gli interpreti Margaret Gibson e William Desmond Taylor.

## Produzione
Il film fu prodotto dalla Vitagraph Company of America.

## Distribuzione
Distribuito dalla General Film Company, il film - un cortometraggio in una bobina - uscì nelle sale cinematografiche statunitensi il 23 aprile 1914.